# Majesco Entertainment
Majesco Entertainment è un'azienda statunitense con sede a Edison che si occupa della produzione e della distribuzione di videogiochi. Fondata nel 1986, si è inizialmente dedicata alla ripubblicazione di vecchi giochi, prima di concentrarsi sulla pubblicazione di titoli contemporanei.
Nel corso della sua storia Majesco ha pubblicato videogiochi per le principali console e per PC. 
Dopo aver attraversato una pesante crisi finanziaria tra 2013 e 2014, Majesco nel 2015 ha annunciato che si sarebbe focalizzata prevalentemente su titoli per sistemi mobile.

## Videogiochi
Tra i principali titoli pubblicati dall'azienda figurano BloodRayne (2002, sviluppato da Terminal Reality), Psychonauts (2005, sviluppato da Double Fine Productions), Advent Rising (2005, sviluppato da GlyphX), Jaws Unleashed (2006, sviluppato da Appaloosa Interactive) e Cooking Mama (2006, sviluppato da Office Create).